# Ford Mondeo
Mondeo je veliki obiteljski automobil, dostupan kao hatchback s petera vrata, limuzina i karavan. Proizvodi ga i prodaje marka Ford.
Prva generacija se počela prodavati početkom 1993. godine kao nasljednik Sierre. Poput ostalih automobila u klasi (Opel Vectra, Volkswagen Passat) Mondeo je također imao prednji pogon.

## Prva generacija
Kao i ostali proizvođači koji su u to doba počeli prelaziti na prednji pogon, i Ford je za nasljednika Sierre krenuo od nule. Mondeo je u prodaji od početka 1993. godine. Mondeo za EU tržište se proizvodio u Fordovoj tvornici u belgijskom gradu Genk-u. Planiran je kao svjetski automobil pa je zamijenio Sierru u Europi, Telstar u Aziji, a u SAD-u Mondeo se prodavao kao Ford Contour te kao luksuzniji model Mercury Mystique, koji je zamijenio Ford Tempo i Mercury Topaz. Za razliku od Sierre, Mondeo je napravljen na potpuno novoj Ford CDW27 platformi koja je namijenjena prednjoj vuči, a neki rijetki modeli prve i druge generacije Mondea su imali i pogon na sva četiri kotača. Rad na novoj platformi je počeo 1986. godine, a cijena je bila 6 milijardi američkih dolara i to je bilo jedna od najskupljih razvijanja platformi ikad. Ford je tada osnovao Vehicle Dynamics program koji je bio zadužen za razvoj upravljivosti automobila. Mondeo je za to vrijeme imao zavidnu upravljivost i neovisan ovjes no pravi uspjeh na tom području Forda čeka 1998. godine kada je predstavljen Ford Focus. Mondeo je predstavljen u turbulentnim vremenima za Ford Europa, koji je bio pod pritiskom novinara zbog bezličnih automobila. No Mondeo je bio dobar potez i dobio je nagradu za europski automobil 1994. godine.

### Motori
Mondeo je koristio tada nove Zetec motore obujma 1,6 (90 ks), 1.8 (105/115/130 ks) i 2.0 (136 ks) litre. Jedini dizel u ponudi je bio 1.8 litreni Endura, koji nije bio dostojna konkurencija Dieselovim motorima ostalih proizvođača.
1994. godine predstavljen je V6 2.5 L Duratec motor koji razvija 170 ks.

### Mjenjači
Mondeo je u ponudi imao samo 5 brzinski ručni i 4 brzinski automatski mjenjač.

## Druga generacija
Druga generacija se pojavila na tržištu krajem 1996. Radi se praktički o faceliftu kojim su uklonjene mane prijašnjeg modela. Novi izgled je dobro prihvaćen. Unutrašnjost je također lagano izmijenjena, a auto je postao i sigurniji, premda je osvojio prosječne 3 zvjezdice na EuroNCAP testu.
Motori su razvijali jednaku snagu, ali su nadograđeni i imali bolji i uglađeniji rad. U Europi Mondeo je bio najbolji u klasi i dobro se prodavao, što nije bio slučaj u SAD-u i Australiji.

Ford Mondeo je imao i ST verziju pokretanu V6 2.5 L 170 ks motorom. A imao je i limitiranu izvedbu s 200 ks.

## Treća generacija
2000. godine Ford je predstavio službeno treću generaciju premda mnogi smatraju da je ovo prava druga generacija. CDW27 platforma je nadograđena pa je novi model bio mnogo veći i teži od prethodnika. Dvije najveće mane druge generacije, nedovoljno mjesta na stražnjoj klupi i loši dizeli su popravljeni. Međuosovinski razmak je povećan za 50 milimetara a 1.8 dizel je zamijenjen novim 2.0 Duratorq motorom.
Kako je platforma samo nadograđena Mondeo je ostao najupravljiviji auto u klasi a u popularnom Top Gear-u Mondeo je odvezao krug na stazi brže od BMW-a 3 i Mercedesa C klase za čak 2 sekunde. Novi Mondeo je također imao potpuno novu moderniju unutrašnjost sastavljenu od kvalitetnih materijala. Na novom Mondeu Ford je predstavio IPS sustav sigurnosti automobila, svaki Mondeo je bio opremljen prednjim i bočnim zračnim jastucima i zavjesama, ABS-om i EBD-om. Premda je Ford mnogo radio na sigurnosti činjenica da je sama platforma stara već 7 godina pokazala se na EuroNCAP testu. Mondeo je dobio jedva 4 zvjezdice. Krajem 2005. godine Mondeo je dobio facelift pa je sigurnost malo poboljšana ali nedovoljno.
Istu platformu koristi i Jaguar X-Type.

### Motori
Zetec motori su zamijenjenji novim 1.8 i 2.0 litrenim Duratec a 2.5 L V6 je ostao neizmijenjen dok je novi ST220 dobio 3.0 L verziju V6 motora snage 225 ks. 1.8 dizel je. zamijenjen novim 2.0 16v common-rail Duratorq TDCi motorom a predstavljen je i 2.2 L.

1.8 - 110/125/130 ks - 165/170/175 Nm

2.0 - 145 ks - 190 Nm

2.5 - 170 ks - 220 Nm

3.0 - 205/225 - 280/290 Nm

2.0 - 90/115/130 ks - 210/280/330 Nm

2.2 - 155 ks - 360 Nm

### Mjenjači
Mondeo je u ponudi imao 5 i 6 brzinske ručne i nove Durashift automatske mjenjače s 5 brzina.

## Četvrta generacija
Nakon uspjeha s Focusom i C1 platformom 2004. godine, Ford je predstavio četvrtu generaciju Mondea krajem 2006. godine na potpuno novoj EUCD platformi koja je nastala od C1 platforme. S novim Mondeom je počela Kinetic Design era pa je izgled potpuno drugačiji od prethodnika. Osim platforme Mk4 Mondeo je dobio i nove motore. 1.6 Ti-VCT, 1.8, 2.0, 2.3 i 2,5 Duratec benzince i 1.8, 2.0, 2.2 dizelaše koji su povezani s 5/6 ručnim i 6 automatskim mjenjačem. Krajem 2010. godine na Mondeu je napravljen klasični facelift, novi odbojnici, farovi i LED svjetla, ali i novi motori.

### Motori
1.6 Ti-VCT, 1.8 i 2.0 su preuzeti iz Focusa a vrh ponude su bili 2.3 i petcilindrični 2.5 motori, V6 je izbačen. Krajem 2010. godine u sklopu facelifta Mondeo je dobio nove 2.0 L Ecoboost motore. Ista stvar je s dizelskim agregatima, također preuzeti iz Focusa uz dodatak najjačeg 2.2 L modela.

1.6 - 110/125 ks - 160 Nm

1.6 Ecoboost - 160 ks
2.0 - 145 ks - 185 Nm

2.0 Ecoboost - 203/240 ks - 300/340 Nm

2.3 - 160 ks - 210 Nm

2.5 - 220 ks - 320 Nm

1.8 - 100/125 ks - 280/320 Nm
2.0 - 115/140/163 ks - 280/320/340 Nm

2.2 - 170/200 ks - 400/420 Nm

### Mjenjači
Osnovni modeli imaju 5 a jači 6 brzinske ručne mjenjače. Ecoboost 2.0 L motori dolaze serijski s novim 6 brzinskim Powershift mjenjačem.

## Peta generacija
Arhivirana inačica izvorne stranice od 14. travnja 2011. (Wayback Machine)Nova generacija Ford Mondea će biti globalni automobil poput Fieste i Focusa. Predstavljena je prvi put u SAD-u pod imenom Fusion, sagrađena je na potpuno novoj CD4 platformi koju će kasnije koristiti modeli Forda i Lincoln-a u Sjevernoj Americi te Ford S-Maxa i Ford Galaxya u Europi.
Peta generacija Mondea je službeno predstavljena u Europi 6. rujna 2012. godine.  Arhivirana inačica izvorne stranice od 22. ožujka 2013. (Wayback Machine)

### Motori
Motori u ponudi će biti Ecoboost benzinci i Duratorq dizelaši. 

### Mjenjači
Uz poznati Powershift automatski mjenjač, novi Mondeo će imati i ručne mjenjače sa 6 stupnjeva prijenosa.